# Brycon chagrensis
Brycon chagrensis es una especie de pez de la familia Characidae en el orden de los Characiformes.

## Morfología
Los machos pueden llegar alcanzar los 50 cm de longitud total.

## Hábitat
Vive en zonas de clima tropical.

## Distribución geográfica
Se encuentran en Centroamérica:  cuenca del río Chagres (vertiente atlántica de Panamá ).